# Nemapteryx macronotacantha
Nemapteryx macronotacantha es una especie de pez de la familia Ariidae en el orden de los Siluriformes.

## Morfología
Los machos pueden llegar alcanzar los 30 cm de longitud total.

## Distribución geográfica
Se encuentra en el Sudeste asiático.